# 贵州医科大学
贵州医科大学（英語：Guizhou Medical University，縮寫：GMU），前身为国立贵阳医学院，由著名医学教育家李宗恩于贵阳创办，成立于1938年，是一所公立医学本科院校。抗日战争时期，教育部决定建立国立贵阳医学院。1938年1月1日，筹委会在汉口建立。1938年3月1日，国立贵阳医学院成立，李宗恩任院长。
1950年更名为贵阳医学院。1965年“贵阳医学院中医系”独立组建“贵阳中医学院”。2015年更名为贵州医科大学。
贵州医科大学是贵州省区域高水平大学之一，入围“中西部高校基础能力建设工程”。

## 历史沿革

### 民国时期
抗日战争初期，日本侵略军攻占华北，上海、南京等地相继失守，沦陷区学生纷纷失学，流离失所。其中相当一部分流亡至战略后方西南地区，当时教育部一方面为给流亡医学生提供继续就学机会，另一方面为奠定西南地区医学教育基础，决定在贵州省贵阳市建立国立贵阳医学院。
1937年12月31日，教育部聘李宗恩、朱章赓、杨崇瑞等为国立贵阳医学院筹备委员，并任命李宗恩为筹备委员会主任委员。1938年1月1日筹委会在汉口建立，教育部加聘张志韩和杭立武二人为筹备委员。在汉口实际负责筹建工作的还有原武汉大学生物化学教授汤佩松等，得到原贵州省省立医院院长朱懋根的大力协助。
当时教育部令筹委会移用国立武昌医学院筹备费十六万元（旧币），作为国立贵阳医学院筹备费，又令筹委会接收北平第一助产学校武昌办事处。筹委会于1月中旬至2月上旬分别在汉口、重庆、西安、长沙、贵阳五处设招生处,招收流亡的医学生及护士助产学生, 登记者共约三百人，除贵阳地区外，均由招生处负责输送学生入黔。汉口招收的学生,由汤佩松和齐登科等教授带领，从武汉出发，经重庆转抵贵阳。1938年3月1日国立贵阳医学院宣告成立,教育部正式聘任李宗恩博士为院长。
直至1947年7月,李宗恩院长调任北京协和医学院院长,教育部另任朱懋根教授为该院院长。此时的贵阳医学院为全国仅有的九所国立医学院校之一。

### 建国初期
1949年11月15日，贵阳解放，学校广大师生职工欢庆解放。11月25日，市军管会文教接管部派卫生处樊茂萱为军代表、张祖良为军事联络员，接管贵阳医学院。1950年2月3日，市军管会文教接管部命令将贵阳医学院划归文教接管部直接管理，调回樊茂萱、张祖良同志，改派安瑞琮为贵医军事联络员，同年4月14日，又改派何建明为军事联络员，另派文教接管部秘书主任陈大羽同志协助行政领导工作。
1950年西南军政委员会文教部文秘字第03049号通知：中央决定凡公立各院校、馆名称，概不加“国立”两字，因此，贵阳医学院于1950年12月24日起，取消“国立”两字，正式更名“贵阳医学院”，划归贵州省人民政府管理。

### 改革开放时期
1985年成为全国首批获得“免试推荐优秀应届本科毕业生攻读硕士学位”的单位。1997年又成为全国首批“在职人员以研究生毕业同等学历申请硕士学位”的授权单位。2003年9月8日，国务院学位委员会《关于批准新博士、硕士学位授予单位的通知》（学位[2003]56号）公布经国务院学位委员会第二十次会议批准，学校成为博士学位授予单位，授权点为“病理学与病理生理学”，目前是全省唯一的医学博士学位授予单位。2003年, 包怀恩任贵阳医学院院长。2005年，顺利通过教育部组织的本科教学工作水平评估。2006年，被遴选为省属三所重点大学之一。2009年，时任中华医学会会长、中国工程院院士钟南山教授受聘为名誉院长。2009年获得博士后科研流动站。2011年，获得基础医学一级学科博士学位授权点和6个一级学科硕士学位授权点，同年，为了扩大学校规模，1500亩的南校区开工建设。2012年，学校获得“中西部高校基础能力建设单位”项目，并成为首批卓越医生教育培养计划项目试点高校。2014年，南校区建设完成；12月，学校迎来了全国高等学校评议设置委员会专家。2015年1月30日，教育部专家以近年少见、本次唯一的全票，通过学校更名贵州医科大学。

## 文化传统
贵州医科大学的象征有校徽、校歌、校旗、校训。

### 校徽
贵州医科大学校徽为圆形，中间为上绕一蛇、上端两侧有翼的杖和数字 “1938”，圆环上方为“贵州医科大学”毛体字样，下方为两枚橄榄枝和“GUIZHOU MEDICAL UNIVERSITY”。

### 校歌
贵州医科大学校歌沿用《国立贵阳医学院校歌》，创作于1940年，丁晓先作词、应尚能作曲。
|                        | 我武维扬，国势方张， 吾校应运，设于贵阳， 发扬民族文化，树立科学信仰， 适应时代需要，责任在吾党， 推行公医制度，保障边民健康， 适应地方需要，责任在吾党， 敦励学行，诚为宝，服务人群，忠是尚。 展思将来，敬念既往，谆谆校训，毋忘！毋忘！ |
| ——《贵州医科大学校歌》 | |

### 校旗
贵州医科大学校旗为长方形，长宽比例为3∶2。旗面为白色，中央印有蓝色毛体“贵州医科大学”和“Guizhou Medical University”。

### 校训
贵州医科大学校训为诚於己、忠于群、敬往思来。
校训释义是“惟能对自己忠实，乃能言治事治学；欲建设合於中国内地政治经济情形之公医制度，尤须具有服务人群的精神。
历史教训，固应重视；但我国千余年来拟古之恶习，实应纠正。建设新中国，仍应以现在及未来之社会趋势为准则。
治学者、行医者首先要自己做到诚实，才能做到忠于人民和大众，只有尊重历史不忘记过去，才能面向未来，开辟未来。”

## 学校现状

### 院系设置
基础医学院、临床医学院、药学院、公共卫生学院、成人继续教育学院、护理学院、研究生院、医学检验学院、医学影像学院、口腔医学院、生物与工程学院、外国语学院、运动与健康学院、马克思主义学院、医药卫生管理学院、医学人文学院、食品科学学院、海外教育学院、法医学院/法医司法鉴定中心、麻醉学院、儿科学院、神奇民族医药学院。

### 研究机构
贵州省中国科学院天然产物化学重点实验室、民族药与中药开发应用教育部工程研究中心、分子生物学重点实验室、组织工程与干细胞实验中心、医学科学研究所、环境与健康重点实验室等。